# 环勃朗峰超级越野耐力赛
环勃朗峰超级越野耐力赛，简称UTMB，是一项山地超级马拉松比赛。它每年在阿尔卑斯山举行，穿越法国、意大利和瑞士。比赛距离大约为171（106英里），海拔总爬升大约10,000m。它是欧洲最大的跑步比赛之一，每年有超过2000人参加，也被广泛认为是欧洲最困难的行走比赛之一。如果把它的其他比赛线路都算上，总参赛者超过1万名。
顶尖的越野跑者完成比赛需要20小时多一点，而大部分选手需要30-45小时到达终点线。比赛没有奖金。
2021年，UTMB集團與著名世界鐵人三項賽事的主辦公司「IRONMAN」聯手，從2022年開始推出UTMB世界系列賽，环勃朗峰超级越野耐力赛由2023年起改名為UTMB世界系列賽總決賽，作為2022年起年度賽季的煞科賽事。

## 賽事沿革
首屆賽事於2003年起揭幕，最初只有153公里的全程賽事（現時已提升至171公里），从2006年开始，增加了第二个比赛：库马约尔-尚佩克斯-霞慕尼的半环线；2009年，开设了第三个比赛：“萨瓦公爵之足迹”（ "Sur les Traces des Ducs de Savoie"）；2014年，开设了第四个较短的线路：奥西耶尔-尚佩克斯-霞慕尼。
“莱昂的小小漫步”（La Petite Trotte à Léon）是2011年设立的非竞赛团队活动。为了安全，2-3名选手需要组成一队参赛。其路线和方向每年都会改变，2015年是逆时针方向的线路。
目前，比赛包含以下赛事：
- UTMB（Ultra-Trail du Mont-Blanc）：环勃朗峰超级越野耐力赛（166 km +9600 m）
- CCC（Courmayeur - Champex - Chamonix）：库马约尔-尚佩克斯（英语：Champex）-霞慕尼（101 km +6100 m）
- TDS（Sur les Traces des Ducs de Savoie）：萨瓦公爵之足迹 （119 km +7250 m）
- OCC（Orsières - Champex - Chamonix）：奥西耶尔-尚佩克斯-霞慕尼（53 km +3300 m）
- PTL（La Petite Trotte à Léon）：莱昂的小小漫步 （大约300 km +28000 m）

## 報名
過往UTMB的報名，是靠其認可的賽事累積「積分」而參加抽籤。2021年5月6日，UTMB集團與著名世界鐵人三項賽事的主辦公司「IRONMAN」結盟後，宣佈由2022年起推出UTMB世界系列賽，取代「越野跑世界巡迴賽」（UTWT）作為全球越野跑賽事的系列賽。其中环勃朗峰超级越野耐力赛由2023年起改名為UTMB世界系列賽總決賽，作為2022年起年度賽季的煞科賽事。
自2022年起，UTMB世界系列賽將包括以下四個級別的賽事：
- UTMB世界系列賽總決賽 (UTMB World Series Finals)（每年8月於Chamonix舉行的總決賽，賽事將會分為 OCC（50公里），CCC（100公里）和 UTMB（100英里）三個組別，總決賽的參賽資格只能通過參與「UTMB世界系列賽大滿貫賽」和「資格賽」獲得）
- UTMB®世界系列賽大滿貫賽 (UTMB World Series Majors)（由「UTMB世界系列賽資格賽」中選出三場作為大滿貫賽，每大洲一場，各組別前10名完成者將被授予 UTMB總決賽的參賽資格，而所有完成大滿貫賽的選手得到「跑石 (Running Stones)」的數量將會加倍）
- UTMB世界系列賽資格賽 (UTMB World Series Events)（唯一取得總決賽參賽資格抽籤機會的途徑，全球至少有30場越野賽取得這個認證，完成比賽的選手將獲得 「跑石 (Running Stones)」積分。每一積分都代表一次參與總決賽的抽籤機會）
- UTMB世界系列賽預選賽 (UTMB World Series Qualifiers)（多達3000場比賽開放給世界各地的運動員參與，所有參賽者將有機會獲得世界系列賽資格賽的特許參賽權，可取得UTMB Index，但不能取得「跑石 (Running Stones)」）

由2023年起，參加UTMB世界系列賽總決賽 (UTMB World Series Finals)的資格將有重大改動，以取得「跑石 (Running Stones)」作為唯一獲得抽籤資格的途徑。要參加總決賽的抽籤，跑手必須：
- 在報名前兩年內至少取得一粒「跑石 (Running Stones)」（換句話說，必須至少參加一場「UTMB世界系列賽大滿貫賽」／「資格賽」並成功完賽）
- 取得擬報名項目對應的UTMB Index（於任何一場「UTMB世界系列賽大滿貫賽」／「資格賽」／「預選賽」完成後取得，有效期為24個月）